# Samogneux
Samogneux est une commune française située dans le département de la Meuse, en région Grand Est.

## Géographie

### Hydrographie
La commune est dans le bassin versant de la Meuse au sein du bassin Rhin-Meuse. Elle est drainée par le canal de l'Est Branche-Nord, la Meuse, le ruisseau de la Vau Beauzee et le ruisseau de Ham,.
Le canal de l'Est Branche-Nord, d'une longueur de 141 km, est un chenal et un cours d'eau naturel navigable qui relie Givet à Troussey, où il rejoint le canal de la Marne au Rhin. 
La Meuse, d'une longueur de 486 km dans sa partie française, est un fleuve européen qui prend sa source en France, dans la commune du Châtelet-sur-Meuse, à 409 mètres d'altitude, et se jette dans la mer du Nord après un cours long d'approximativement 950 kilomètres traversant la France, la Belgique et les Pays-Bas. 

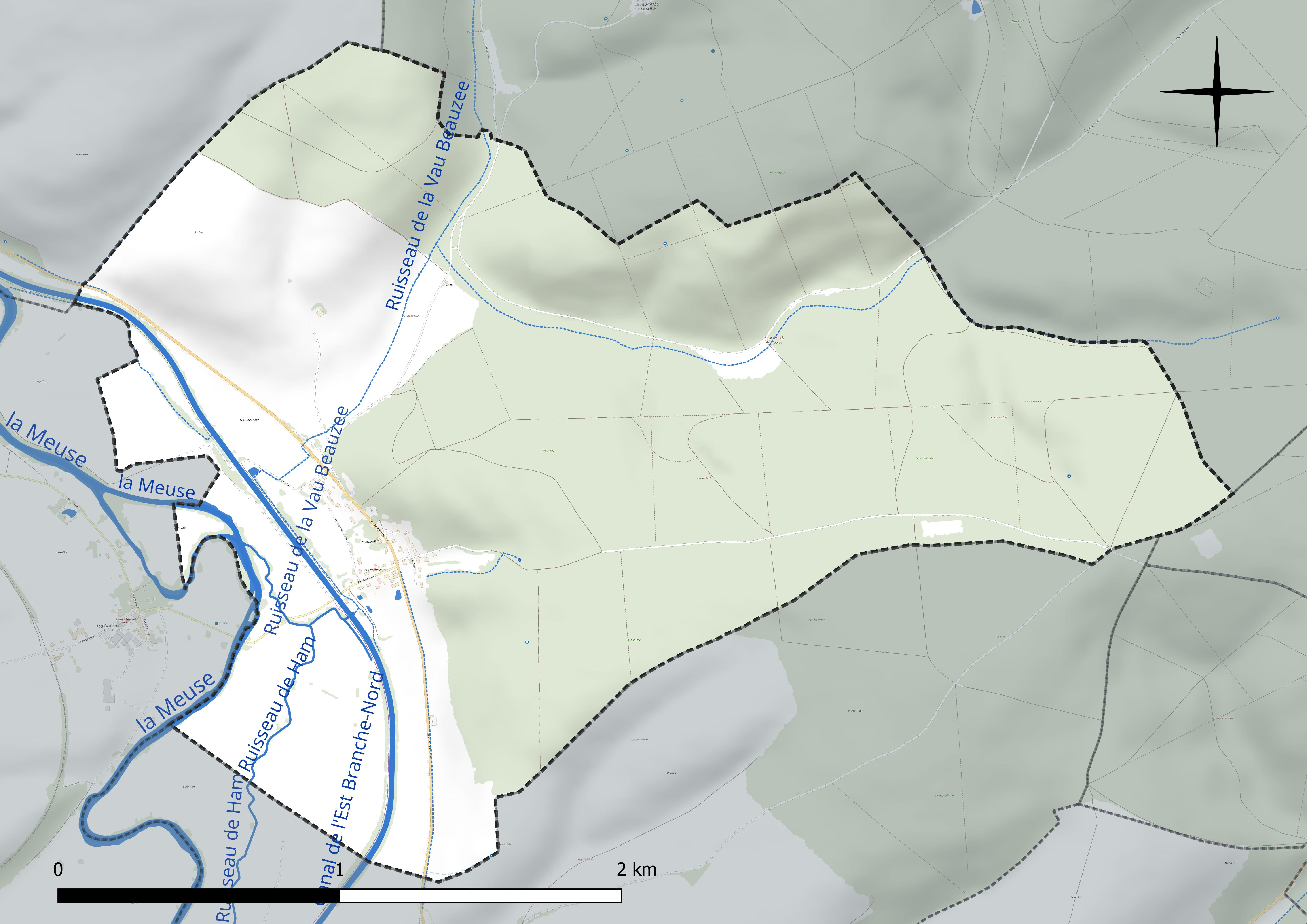
Réseau hydrographique de Samogneux.

### Climat
Pour des articles plus généraux, voir Climat du Grand Est et Climat de la Meuse.
En 2010, le climat de la commune est de type climat de montagne, selon une étude du Centre national de la recherche scientifique s'appuyant sur une série de données couvrant la période 1971-2000. En 2020, Météo-France publie une typologie des climats de la France métropolitaine dans laquelle la commune est exposée à un climat océanique altéré et est dans la région climatique  Lorraine, plateau de Langres, Morvan, caractérisée par un hiver rude (1,5 °C), des vents modérés et des brouillards fréquents en automne et hiver. 
Pour la période 1971-2000, la température annuelle moyenne est de 9,5 °C, avec une amplitude thermique annuelle de 16 °C. Le cumul annuel moyen de précipitations est de 980 mm, avec 13,8 jours de précipitations en janvier et 9,7 jours en juillet. Pour la période 1991-2020, la température moyenne annuelle observée sur la station météorologique de Météo-France la plus proche, « Septsarges », sur la commune de Septsarges à 13 km à vol d'oiseau, est de 10,3 °C et le cumul annuel moyen de précipitations est de 942,8 mm. 
La température maximale relevée sur cette station est de 39,9 °C, atteinte le 25 juillet 2019 ; la température minimale est de −15,7 °C, atteinte le 1er janvier 1997,,. 
Les paramètres climatiques de la commune ont été estimés pour le milieu du siècle (2041-2070) selon différents scénarios d'émission de gaz à effet de serre à partir des nouvelles projections climatiques de référence DRIAS-2020. Ils sont consultables sur un site dédié publié par Météo-France en novembre 2022.

## Urbanisme

### Typologie
Au 1er janvier 2024, Samogneux est catégorisée commune rurale à habitat dispersé, selon la nouvelle grille communale de densité à sept niveaux définie par l'Insee en 2022.
Elle est située hors unité urbaine. Par ailleurs la commune fait partie de l'aire d'attraction de Verdun, dont elle est une commune de la couronne,. Cette aire, qui regroupe 103 communes, est catégorisée dans les aires de moins de 50 000 habitants,.

### Occupation des sols
L'occupation des sols de la commune, telle qu'elle ressort de la base de données européenne d’occupation biophysique des sols Corine Land Cover (CLC), est marquée par l'importance des forêts et milieux semi-naturels (66,4 % en 2018), une proportion identique à celle de 1990 (66,4 %). La répartition détaillée en 2018 est la suivante : 
forêts (44,8 %), milieux à végétation arbustive et/ou herbacée (21,6 %), terres arables (19,4 %), prairies (14,2 %). L'évolution de l’occupation des sols de la commune et de ses infrastructures peut être observée sur les différentes représentations cartographiques du territoire : la carte de Cassini (XVIIIe siècle), la carte d'état-major (1820-1866) et les cartes ou photos aériennes de l'IGN pour la période actuelle (1950 à aujourd'hui).

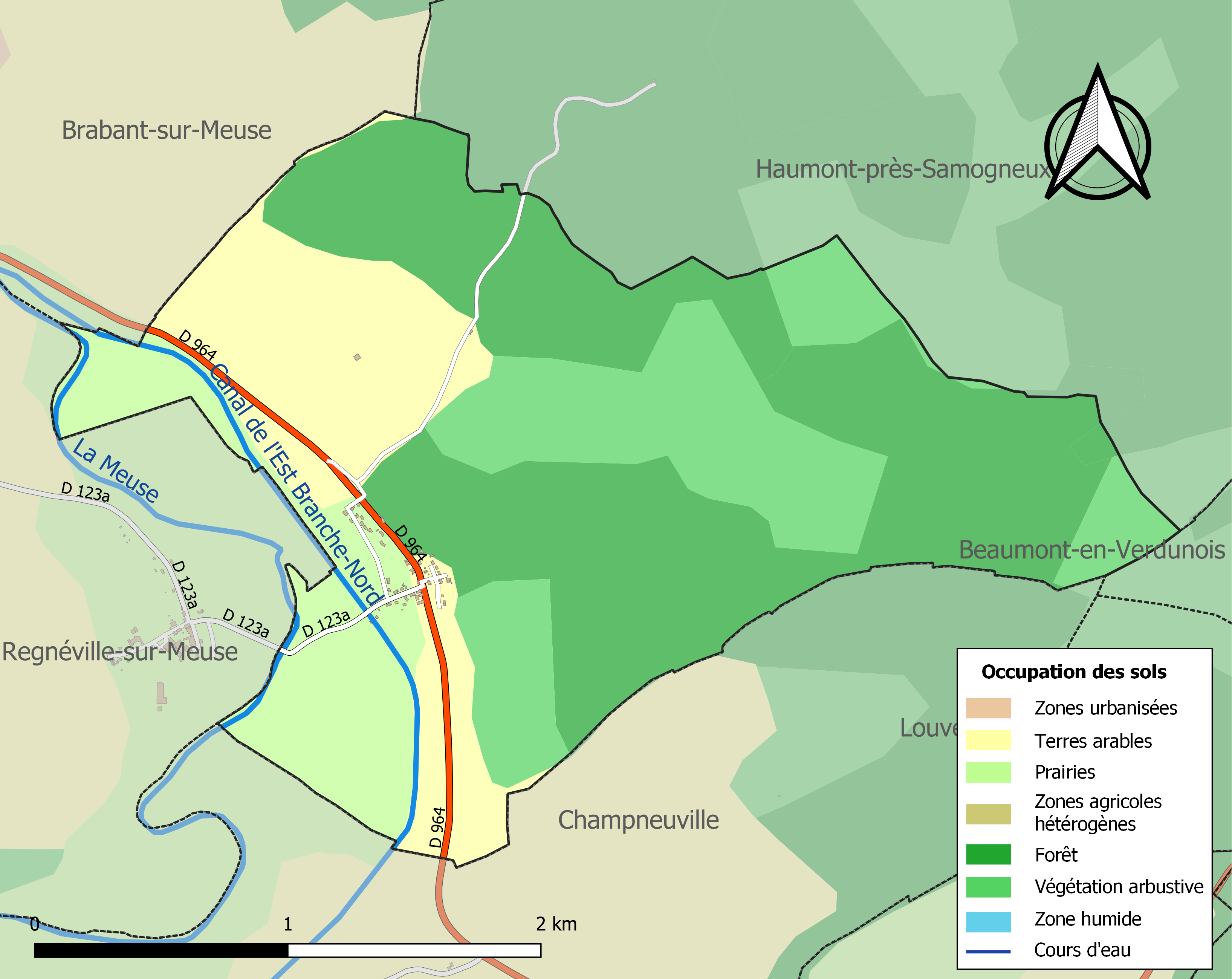
Carte des infrastructures et de l'occupation des sols de la commune en 2018 (CLC).

## Toponymie
Le nom de la localité est attesté sous les formes Castamonæ ecclesia (962) ; Septimum molum (Xe siècle) ; In Septimo loco (1047) ; Samongeia (1049) ; Septimimium (XIIe siècle) ; Samougnueiz (1228) ; Samougnuez (1228) ; Samougnuel (1232) ; Samougnues (1251) ; Samougnueis (1273) ; A la maladrerie ensous Samognues (1269) ; Molendinum de Sammoignois (1271) ; Septumacum (1502) ; Samougneulx, Samogneum (1642) ; Samognieux (1681) ; Septimum-Niolum (1738) ; Saumogneux (1738) ; Samoigneux (1743).

En patois : « Samougnu ».

Dans une bulle du pape Léon IX, il est fait allusion à « Samongeia piscariam » donc un lieu où on pêchait dans la Meuse, ou avait été aménagée une retenue d’eau ; cette réserve d'eau pour poissons existait entre la route et le chemin Sous la Ville, et ce, afin de doter l’Abbaye Saint-Paul de Verdun. Il est mentionné qu’une « manse » et des domaines étaient l’objet d’une donation afin de subvenir aux besoins de l'abbaye.

### Étymologie
La présence de la racine latine septimus, a, um dans le toponyme, à plusieurs époques du Moyen Âge (Septimum molum, Xe siècle, In Septimo loco, 1047, Septimimium, XIIe siècle), permet d'émettre les hypothèses suivantes :
- soit : localisation du village près d'une borne située à sept lieues romaines (15,6 km) de Verdun sur la voie antique en direction de Mouzon (Mosomagus) suivant la vallée de la Meuse  (Samogneux est à 13,4 km de Verdun par la RD 964, mais l'itinéraire antique devait passer par Neuville, pouvant justifier la différence entre les deux valeurs),
- soit : origine du village dans l'implantation d'une villa gallo-romaine appartenant à un homme dénommé Septimus.

## Histoire
- Le village de Samogneux a été le théâtre d'affrontements franco-allemands lors de la Première Guerre mondiale.  En particulier lors des opérations dites de dégagement de Verdun de juin à octobre 1917 engageant des régiments d'infanterie français parmi d'autres les 112e, 173e, 126e, 308e et 335e RI.
- Samogneux aurait dû être classée parmi les villages détruits. En effet, un arrêté de cessibilité a été pris le 15 décembre 1921 conformément à la décision du ministre des Régions Libérées du 10 novembre 1921 prescrivant le rachat, par l'Etat de la totalité du territoire. Le Bulletin Meusien publie régulièrement les actes de transfert amiable avec indication des indemnités allouées.

Toutefois, 55 lots seront remis en vente aux enchères par le service des domaines le 23 février 1929.

## Politique et administration
| Période                                  | Période                   | Identité                                          | Étiquette | Qualité |
| ---------------------------------------- | ------------------------- | ------------------------------------------------- | --------- | --- |
| Les données manquantes sont à compléter. |                           |                                                   |           | |
| Novembre 1956                            | 1983                      | Jacques Lecointe                                  | SE        | Maire honoraire depuis le 25 Octobre 2005, par arrêté préfectoral n° 2005-3473.Sur proposition du Maire et du conseil municipal de Samogneux en date du 20 Septembre 2005. |
| mars 2001                                | En cours (au 23 mai 2020) | Jean-Marie Addenet Réélu pour le mandat 2020-2026 | UMP-LR    | |

## Population et société

### Démographie
L'évolution du nombre d'habitants est connue à travers les recensements de la population effectués dans la commune depuis 1793. Pour les communes de moins de 10 000 habitants, une enquête de recensement portant sur toute la population est réalisée tous les cinq ans, les populations de référence des années intermédiaires étant quant à elles estimées par interpolation ou extrapolation. Pour la commune, le premier recensement exhaustif entrant dans le cadre du nouveau dispositif a été réalisé en 2008.

En 2022, la commune comptait 99 habitants, en évolution de +5,32 % par rapport à 2016 (Meuse : −4,4 %, France hors Mayotte : +2,11 %).
| 1793 | 1800 | 1806 | 1821 | 1831 | 1836 | 1841 | 1846 | 1851 |
| ---- | ---- | ---- | ---- | ---- | ---- | ---- | ---- | ---- |
| 228  | 220  | 251  | 221  | 236  | 261  | 256  | 276  | 267  |

| 1856 | 1861 | 1866 | 1872 | 1876 | 1881 | 1886 | 1891 | 1896 |
| ---- | ---- | ---- | ---- | ---- | ---- | ---- | ---- | ---- |
| 250  | 252  | 262  | 259  | 275  | 241  | 231  | 206  | 178  |

| 1901 | 1906 | 1911 | 1921 | 1926 | 1931 | 1936 | 1946 | 1954 |
| ---- | ---- | ---- | ---- | ---- | ---- | ---- | ---- | ---- |
| 190  | 183  | 173  | 52   | 62   | 37   | 40   | 34   | 42   |

| 1962 | 1968 | 1975 | 1982 | 1990 | 1999 | 2006 | 2008 | 2013 |
| ---- | ---- | ---- | ---- | ---- | ---- | ---- | ---- | ---- |
| 57   | 58   | 42   | 34   | 50   | 41   | 67   | 74   | 91   |

| 2018 | 2022 | - | - | - | - | - | - | - |
| ---- | ---- | - | - | - | - | - | - | - |
| 97   | 99   | - | - | - | - | - | - | - |

## Économie
- Ancien relais de poste cité dans le dictionnaire géographique, historique et politique des Gaules et de la France (Desaint et Saillant, 1766), dans les Archives du comité des Recherches de l'Assemblée nationale constituante (1789-1791) et dans le Dictionnaire des postes aux lettres du royaume de France (1817). Il était tenu par M Thomas Nicolas en 1783. En 1843, Claude Floquet y était postillon.
- Deux moulins à eau sont mentionnés dans l'enquête de M. Illaire, Énergie et subsistances. Enquêtes sur les moulins à blé (an II-1809).

## Culture locale et patrimoine

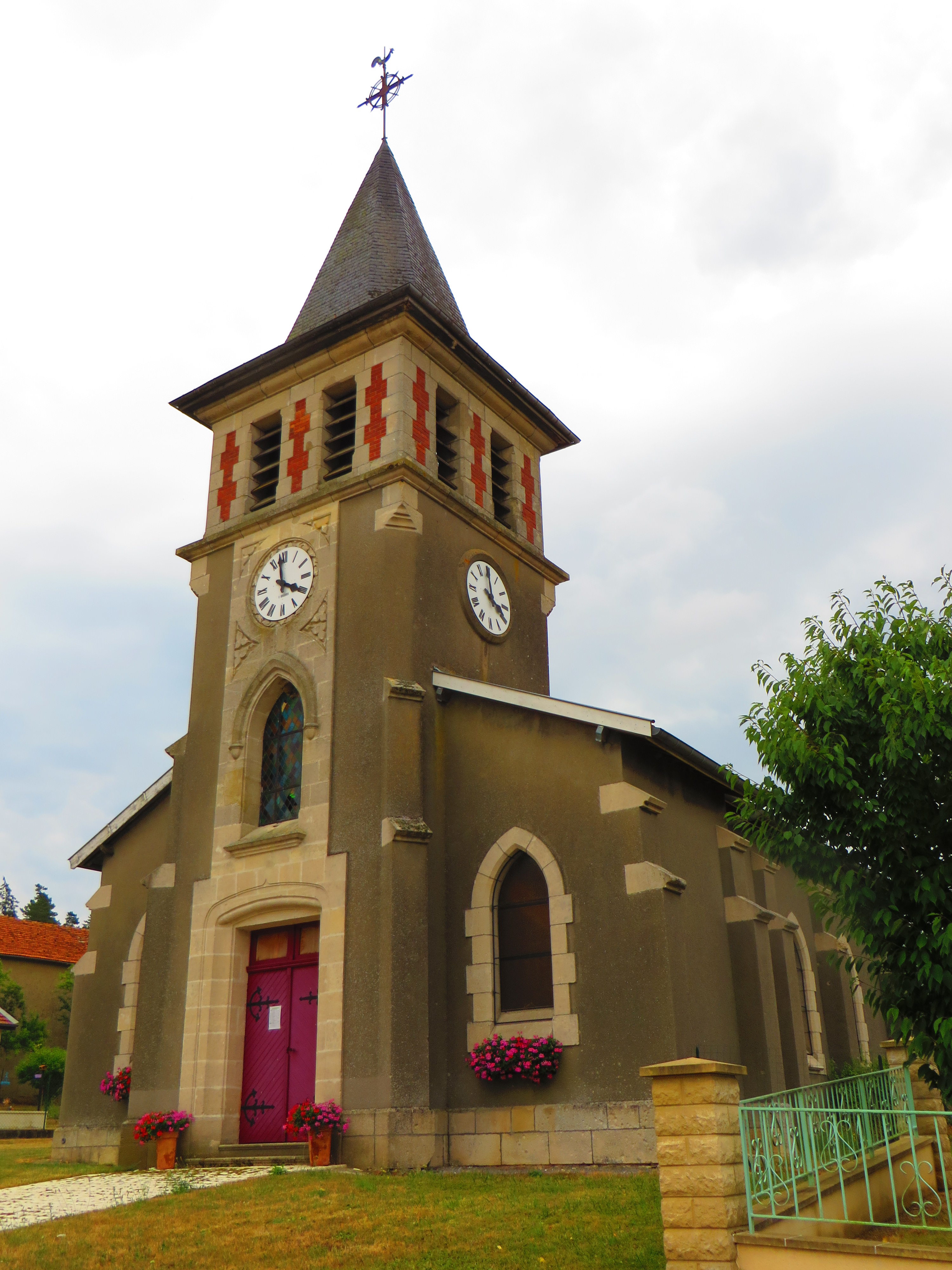
L'église Saint-Rémi.

### Lieux et monuments
- L'église Saint-Rémi, origine XVIIe siècle, reconstruite en 1930.
- Le monument aux morts de la guerre 1914-1918 à Samogneux. La sculpture de Gaston Broquet représente la terreur d'un jeune fantassin qui essaye de mettre son masque à gaz, d’où son nom : L’alerte aux gaz[22].
- La statue du « Père Barnabé » propriété initiale d'une association loi de 1901 et installée sur un terrain privé en vertu d'une convention sous seing privé du 31 août 1936.

### Personnalités liées à la commune
- Lucien Lantier  (1879-1960) a décoré l'église[23] ;
- Marcel Droüet (1888-1915), poète tué le 4 janvier 1915 au bois de Consenvoye et inhumé près de l'église de Samogneux. Son nom est inscrit au Panthéon parmi les 560 écrivains morts au combat pendant la Première Guerre mondiale.
- Gaston Thiébaut (1898-1982), homme politique ;
- Anne Blanchot, fille de Nicolas Blanchot de la Gravière, écuyer, conseiller du Roy, trésorier  de France au bureau des finances de la généralité de Metz et d’Alsace, propriétaire du château de Samogneux, épouse à Samogneux le 17 janvier 1770 Nicolas Louis d’Estignol, chevalier, seigneur de Villeneuve, Sérignan et autres lieux, grand sénéchal de la ville et principauté de Sedan[24] ;
- Le colonel Driant (1855-1916) y a installé son PC, d’où il écrit notamment à Maurice Barrès le 2 novembre 1914[25] ;
- Henry Frémont (29 avril 1869-26 juin 1944). Journaliste, romancier, fondateur du journal Le Républicain et du Bulletin meusien. Il créa le personnage du « Père Barnabé » et raconta la vie de ce symbole du réfugié meusien dans le Bulletin meusien, puis il publia ses chroniques dans un recueil intitulé Réfugiés Meusiens. Les faits, gestes et dires du Père Barnabé de Samogneux[26] ;